# Llukë Karafili
Llukë Karafili (ur. 17 października 1892 w Beracie, zm. 1976) – albański nauczyciel, publicysta, autor podręcznika szkolnego, bibliofil. Publikował pod pseudonimem Bardhyli.

## Życiorys
Uczył się w Beracie i tureckojęzycznej szkole w Ersece. Miał zamiar kontynuować naukę w szkole średniej, jednak został z niej wypisany przez swojego ojca z powodu słabej znajomości języka tureckiego; naukę więc kontynuował w Janinie i Manastirze. Uczęszczał również na studia prawnicze w Salonikach, jednak ze względu na śmierć swoich rodziców, był zmuszony zakończyć naukę i wrócić na teren Albanii.
W 1910 roku rozpoczął pracę nauczyciela języka albańskiego we Wlorze, a po odzyskaniu niepodległości przez Albanię nauczał również w Delvinie, Shën Vasil, Mursi, Konispolu i Lushnji.
W 1922 roku opracował podręcznik dla pierwszych klas szkoły podstawowej. Mieszkał tymczasowo w Szkodrze, gdzie posiadał własną bibliotekę licząca ponad 2500 woluminow w językach albańskim, greckim, włoskim, francuskim, na które składały się liczne rękopisy oraz publikacje z zakresu pedagogiki, literatury, historii oraz albanistyki.
W latach 1937–1939 publikował dla czasopism, jak franciszkańskie Hylli i Dritës oraz jezuickie Leka; jako pierwszy opublikował artykuł dotyczący albańskich bibliotek.
W lipcu 1944 roku został członkiem Instytutu Studiów Albańskich, który już pod koniec tegoż roku zakończył działalność; po dwóch latach założono Instytut Nauk, którego struktura była zbliżona do struktury poprzedniej organizacji, również należeli do niego prawie wszyscy członkowie Instytutu Studiów Albańskich.

## Życie prywatne
Syn urzędnika Hrista Harallamby Karafiliego i Polikseni Havel Çiki.